# 2002 în jocuri video
Acest articol prezintă evenimente importante legate de jocuri video din anul 2002. Vezi și istoria jocurilor video.

## Evenimente
În 2002 au apărut mai multe sequel-uri și prequel-uri în jocurile video, cum ar fi Final Fantasy XI, Grand Theft Auto: Vice City, Jet Set Radio Future, Metroid Prime, Onimusha 2, Pokémon Ruby and Sapphire, Pro Evolution Soccer 2, Resident Evil și Zero, Super Mario Sunshine, The Elder Scrolls III: Morrowind și The Legend of Zelda: The Wind Waker, împreună cu titluri noi și francize noi precum Battlefield, Dungeon Siege, Kingdom Hearts, Mafia, Ratchet & Clank, Sly Cooper, SOCOM și Splinter Cell. Cel mai bine vândut joc video a fost Grand Theft Auto: Vice City pentru PlayStation 2, în timp ce titlurile cele mai apreciate de critică ale anului au fost Metroid Prime și The Legend of Zelda: The Wind Waker pentru GameCube.

### Lansări importante
- ianuarie - Toy Racer (PAL) (DC)
- 9 ianuarie - Freedom Force (PC)
- 1 februarie - Serious Sam: The Second Encounter (PC)
- 22 februarie - Jet Set Radio Future (Xbox)
- 4 martie - Tony Hawk's Pro Skater 3 (GBA, Xbox, N64)
- 26 martie - Jedi Knight II: Jedi Outcast (PC)
- 30 martie - Dungeon Siege (PC)
- 30 aprilie - Resident Evil Remake (GC)
- 2 mai - The Elder Scrolls III: Morrowind (PC)
- 3 mai - Sonic Adventure 2 (GC)
- 16 mai - Final Fantasy XI (Japonia) (PS2)
- 20 mai - Soldier of Fortune II: Double Helix (PC)
- 20 mai - Grand Theft Auto III (PC)
- 30 mai - Star Wars Episode II: Attack of the Clones (GBA)
- 1 iunie - The House of the Dead III (Arcade)
- 6 iunie - The Elder Scrolls III: Morrowind (Xbox)
- 16 iunie - Neverwinter Nights (PC)
- 3 iulie - Warcraft III: Reign of Chaos (PC)
- 19 august - Medieval: Total War (PC)
- 25 august - Super Monkey Ball 2 (GC)
- 26 august - Super Mario Sunshine (GC)
- 27 august - SOCOM: U.S. Navy SEALs (PS2)
- 28 august - Mafia: The City of Lost Heaven (PC)
- 10 septembrie - Battlefield 1942 (PC)
- 15 septembrie - Animal Crossing (GC)
- 17 septembrie - Kingdom Hearts (PS2)
- 23 septembrie - Sly Cooper and the Thievius Raccoonus (PS2)
- 23 septembrie - Tekken 4 (PS2)
- 30 septembrie - No One Lives Forever 2: A Spy In H.A.R.M.'s Way (PC)
- 9 octombrie - TimeSplitters 2 (PS2)
- 21 octombrie - Mario Party 4 (America de Nord) (GC)
- 22 octombrie - Baldur's Gate: Dark Alliance (Xbox)
- 27 octombrie - Grand Theft Auto: Vice City (PS2)
- 28 octombrie - Star Wars: The Clone Wars (PS2, Xbox, GC)
- 31 octombrie - WWE SmackDown! Shut Your Mouth (PlayStation 2)
- 1 noiembrie - Age of Mythology (PC)
- 4 noiembrie - Ratchet & Clank (PS2)
- 6 noiembrie - The Elder Scrolls III: Tribunal (PC)
- 8 noiembrie - Mario Party 4 (Japonia) (GC)
- 10 noiembrie - Resident Evil 0 (GC)
- 11 noiembrie - MechAssault (Xbox)
- 15 noiembrie - Metroid Prime (GC)
- 18 noiembrie - Baldur's Gate: Dark Alliance (GC)
- 18 noiembrie - Tom Clancy's Splinter Cell (Xbox)
- 20 noiembrie - Mortal Kombat: Deadly Alliance (PS2, Xbox, GC, GBA)
- 28 noiembrie - Dark Chronicle (PS2)
- 29 noiembrie - Mario Party 4 (Europa) (GC)
- 13 decembrie - The Legend of Zelda: The Wind Waker (Japonia) (GC)

Legenda
| Platforme de jocuri video |
| ------------------------- |

| DC  | Dreamcast        |
| GBA | Game Boy Advance |
| GBC | Game Boy Color   |

| GCN | Nintendo GameCube   |
| PS1 | PlayStation / PSone |
| PS2 | PlayStation 2       |

| Win  | Microsoft Windows |
| Xbox | Xbox              |
| N64  | Nintendo 64       |

| DC  | Dreamcast        |
| GBA | Game Boy Advance |
| GBC | Game Boy Color   |

| GCN | Nintendo GameCube   |
| PS1 | PlayStation / PSone |
| PS2 | PlayStation 2       |

| Win  | Microsoft Windows |
| Xbox | Xbox              |
| N64  | Nintendo 64       |